# Uteodon aphanoecetes
Uteodon aphanoecetes es la única especie conocida del género extinto Uteodon de dinosaurio ornitópodo iguanodontiano el cual vivió a finales del período Jurásico, hace aproximadamente 153 a 148 millones de años en el Kimmeridgiense en lo que es hoy Norteamérica. Es un iguanodontido basal herbívoro que fuera encontrado en lo que ahora es Uintah County, Utah, en Estados Unidos.

## Descripción

Comparación de tamaño basada en Hartman de 2013.

Basado en el holotipo y el género relacionado Camptosaurus , cuando estaba completamente desarrollado, Uteodon habría crecido hasta alrededor de 6 metros de largo y probablemente no habría pesado más de alrededor de 400 kilogramos, aunque según Hartman en 2013, Uteodon podría haber sido tan pequeño como alrededor de 2,5 metros de largo.

## Descubrimiento e investigación

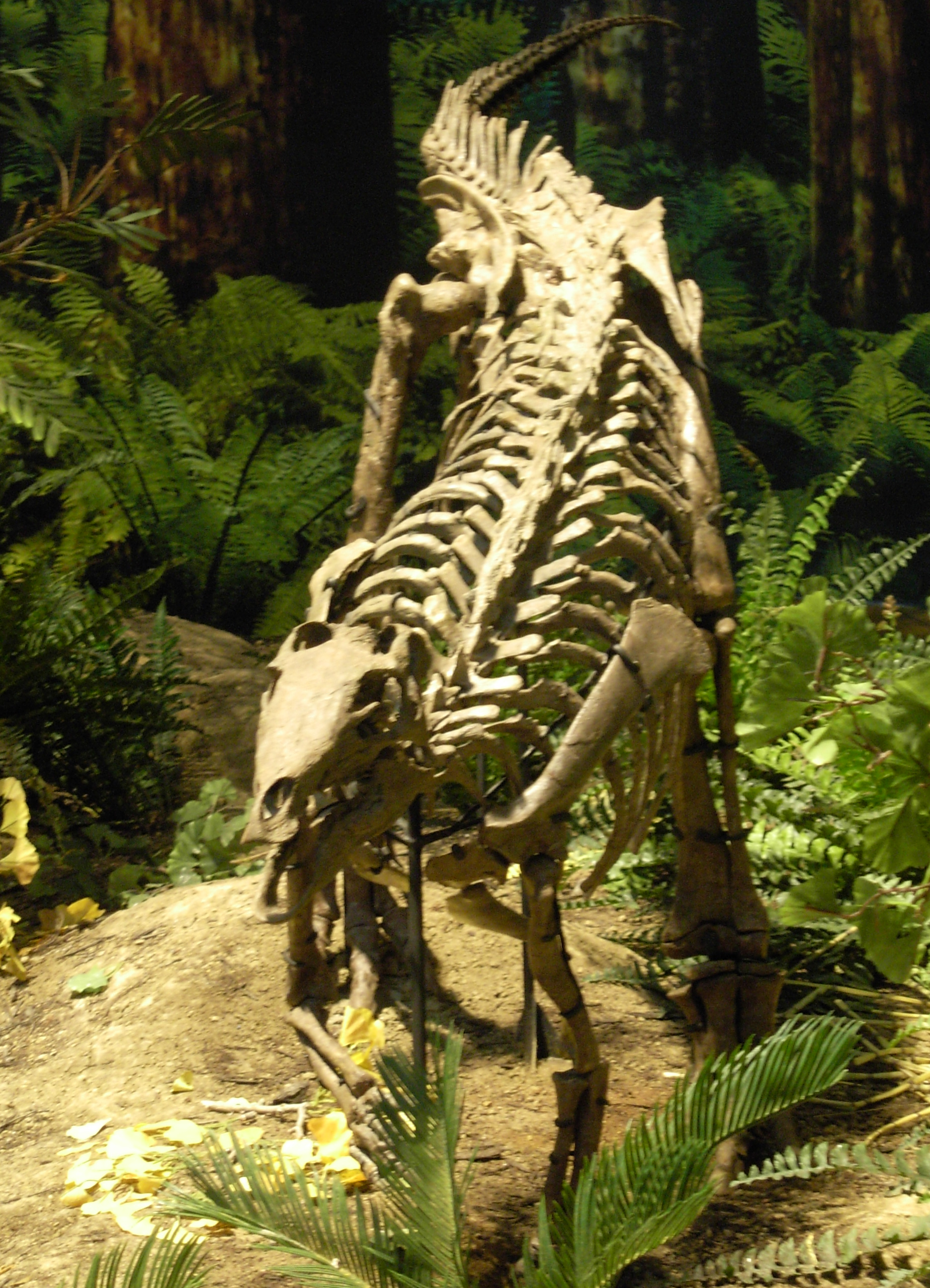
Vista frontal del esqueleto

Es conocido por el holotipo, CM 11337,en la subdivisión de Brushy Basin en medio de la formación de Morrison, al oeste de lo que es ahora la Meseta del Colorado. El espécimen  tipo, un esqueleto virtualmente completo menos el cráneo y la cola, fue asignado a Camptosaurus medius erigido por Marsh en 1894 por Charles W. Gilmore en 1925. Cuando C. medius fue sinonimizado con Camptosaurus dispar en 1980, se vio que el holotipo probablemente representaba una nueva especie de Camptosaurus, entonces sin nombre. fue previamente clasificado como Camptosaurus aphanoecetes, habiendo siendo descrito originalmente en 2008 por Carpenter y Wilson. En 2011, fue asignado al nuevo género Uteodon. Este género fue nombrado por Andrew T. McDonald en 2011 y la especie tipo es Uteodon aphanoecetes. En 2015, la caja craneana de Uteodon se denominó Dryosaurus y Uteodon y Cumnoria fueron sinónimos de Camptosaurus, como C. aphanoectes y C. prestwichii, respectivamente.
El único espécimen conocido de Uteodon , CM 11337, se encontró en la cantera Dry Mesa y cantera Douglas del miembro Brushy Basin de la Formación Morrison, Utah. Las rocas en las que se encontró eran arenisca gruesa de grano medio que se depositó durante las etapas Titoniense y Kimmeridgiense del período Jurásico tardío, hace aproximadamente 153 a 148 millones de años.

## Paleobiología
Los estudios sugieren que el paleoambiente de esta sección de la Formación Morrison incluía ríos que fluían desde el oeste hacia una cuenca que contenía un lago alcalino salino gigante y había extensos humedales en los alrededores. La cantera de dinosaurios de Dry Mesa en el oeste de Colorado produce uno de los conjuntos de vertebrados del Jurásico superior más diversos del mundo. La cantera Dry Mesa ha producido los restos de los saurópodos Apatosaurus, Diplodocus, Barosaurus, Supersaurus y Camarasaurus, los iguanodontianos Camptosaurus y Dryosaurus , y los terópodos, Allosaurus, Torvosaurus, Tanycolagreus, Koparion, Stokesosaurus , Ceratosaurus y Ornitholestes, así como Nanosaurus, Gargoyleosaurus y Stegosaurus.
La flora de la época ha sido revelada por fósiles de algas verdes, hongos, musgos, colas de caballo, helechos, cícadas , ginkgos y varias familias de coníferas. Los fósiles de animales descubiertos incluyen bivalvos, caracoles , peces con aletas radiadas, ranas, salamandras, anfibios, tortugas , esfenodontes, lagartos , terrestres, como Hoplosuchus y crocodilomorfos acuáticos, cotilosaurios, varias especies de pterosaurios como Harpactognathus y mamíferos primitivos , multituberculados, simetrodontes y triconodontes.